# Godzilla vs King Ghidorah
 (août 2024).
Si vous disposez d'ouvrages ou d'articles de référence ou si vous connaissez des sites web de qualité traitant du thème abordé ici, merci de compléter l'article en donnant les références utiles à sa vérifiabilité et en les liant à la section « Notes et références ».
Pour les articles homonymes, voir Godzilla.
Série Heisei
Godzilla vs Biollante
(1989) Godzilla vs Mothra
(1992)
Pour plus de détails, voir Fiche technique et Distribution.
Godzilla vs King Ghidorah (ゴジラvsキングギドラ, Gojira tai Kingu Gidora) est un film japonais réalisé par Kazuki Ōmori, sorti en 1991.

## Synopsis
1992, Godzilla est toujours affaibli par l'ANEB (Anti-Nuclear Energy Bacteria). Pendant ce temps, l'écrivain de science-fiction Kenichiro Terasawa écrit un livre sur les monstres et apprend que des soldats japonais ont été sauvés par un mystérieux dinosaure en 1944 sur l'île Lagos. Terasawa pense qu'il s'agit de Godzilla avant sa mutation à cause d'une bombe à hydrogène en 1954. Yasuaki Shindo, un homme d'affaires, confirme l'existence du dinosaure.
Parallèlement, les Forces japonaises d'autodéfense enquêtent sur un objet inconnu qui s'est posé sur le mont Fuji. Il s'agit en réalité d'une machine à voyager dans le temps venant de l'an 2204 dans laquelle voyage Wilson, Grenchiko, Emmy Kano et l'androïde M-11. Dans le futur, Godzilla a détruit le Japon.
Les visiteurs du futur, Terasawa, Miki Saegusa et le professeur Mazaki remontent le temps jusqu'en 1944 sur l'île Lagos. Après avoir été témoin de l'intervention du dinosaure qui deviendra Godzilla, les visiteurs du futur y déposent secrètement trois créatures, les Dorats, qui vont fusionner et muter grâce à la bombe pour devenir King Ghidorah. Ainsi, celui-ci pourra combattre Godzilla et éviter la destruction du Japon.

## Fiche technique
- Titre : Godzilla vs King Ghidorah
- Titre original : ゴジラvsキングギドラ (Gojira tai Kingu Gidora)
- Réalisation : Kazuki Ōmori
- Scénario : Kazuki Ōmori
- Production : Shōgo Tomiyama et Tomoyuki Tanaka
- Musique : Akira Ifukube
- Photographie : Yoshinori Sekiguchi
- Montage : Michiko Ikeda
- Pays d'origine : Japon
- Langue : Japonais
- Format : Couleurs - 1,85:1 - Dolby - 35 mm
- Genre : Action et science-fiction
- Durée : 103 minutes
- Date de sortie : 
  - 14 décembre 1991 (Japon)

## Distribution
- Kōsuke Toyohara : Kenichiro Terasawa
- Anna Nakagawa : Emmy Kano
- Megumi Odaka : Miki Saegusa
- Katsuhiko Sasaki (en) : Professeur Mazaki
- Akiji Kobayashi : Yuzo Tsuchiashi
- Tokuma Nishioka : Takehito Fujio
- Yoshio Tsuchiya : L'homme d'affaires Yasuaki Shindo
- Kenji Sahara (en) : Ministre Takayuki Segawa
- Kôichi Ueda : Le vieux soldat fou Ikehata
- Sō Yamamura : Premier Ministre
- Yasunori Yuge : Le chef des armées
- Kiwako Harada : Chiaki Moriyuma
- Kenpachiro Satsuma (en) : Godzilla
- 'Hurricane Ryu' Hariken (en) : King Ghidorah
- Chuck Wilson : Chuck Wilson
- Richard Berger : Grenchiko
- Robert Scott Field : Androïde M-11
- Kent Gilbert (en) : Commandant de navire

## Inspiration
Le film s'inspire fortement de Terminator et Terminator 2 : Le Jugement dernier notamment pour le personnage de l'androïde.

## Distinctions
En 1992, le film a reçu un prix spécial dans le cadre des Japan Academy Prizes attribué à Kōichi Kawakita et son équipe pour les effets spéciaux du film.
En 2015, la réédition du film est nommée au Saturn Award de la meilleure collection DVD.